# Mohamed Youssef al-Sahabi
Mohamed Youssef Al-Sahabi (né le 26 juillet 1989) est un athlète de Bahreïn, spécialiste du triple saut.

## Carrière
Avec 16,64 m, il a remporté la médaille d'or des Championnats d'Asie junior à Djakarta le 15 juin 2008. Ensuite, avec 16,59 m, il a remporté la médaille de bronze aux Championnats du monde junior d'athlétisme 2008.  Puis avec 16,70 m obtenus à Manama le 17 avril 2009, il améliore son record personnel et se qualifie pour les Championnats du monde d'athlétisme 2009.

## Palmarès
| Date | Compétition            | Lieu     | Résultat | Épreuve     | Marque  |
| ---- | ---------------------- | -------- | -------- | ----------- | ------- |
| 2007 | Jeux panarabes         | Le Caire | 3e       | Triple saut | 16,03 m |
| 2009 | Championnats panarabes | Damas    | 1er      | Triple saut | 16,30 m |